# One Thing Remains
One Thing Remains è il terzo album in studio del gruppo musicale canadese Default, pubblicato nel 2005.

## Tracce
1. All Is Forgiven – 4:08
2. I Can't Win – 3:48
3. It Only Hurts – 3:42
4. The Way We Were – 3:28
5. Count on Me – 4:09
6. Hiding from the Sun – 3:32
7. Beautiful Flower – 3:48
8. One Thing Remains – 2:57
9. The Memory Will Never Die – 4:23
10. Get Out of This Alive – 3:01
11. Found My Way Out – 3:47
12. Innocent Man – 4:09